# Aiba旭川

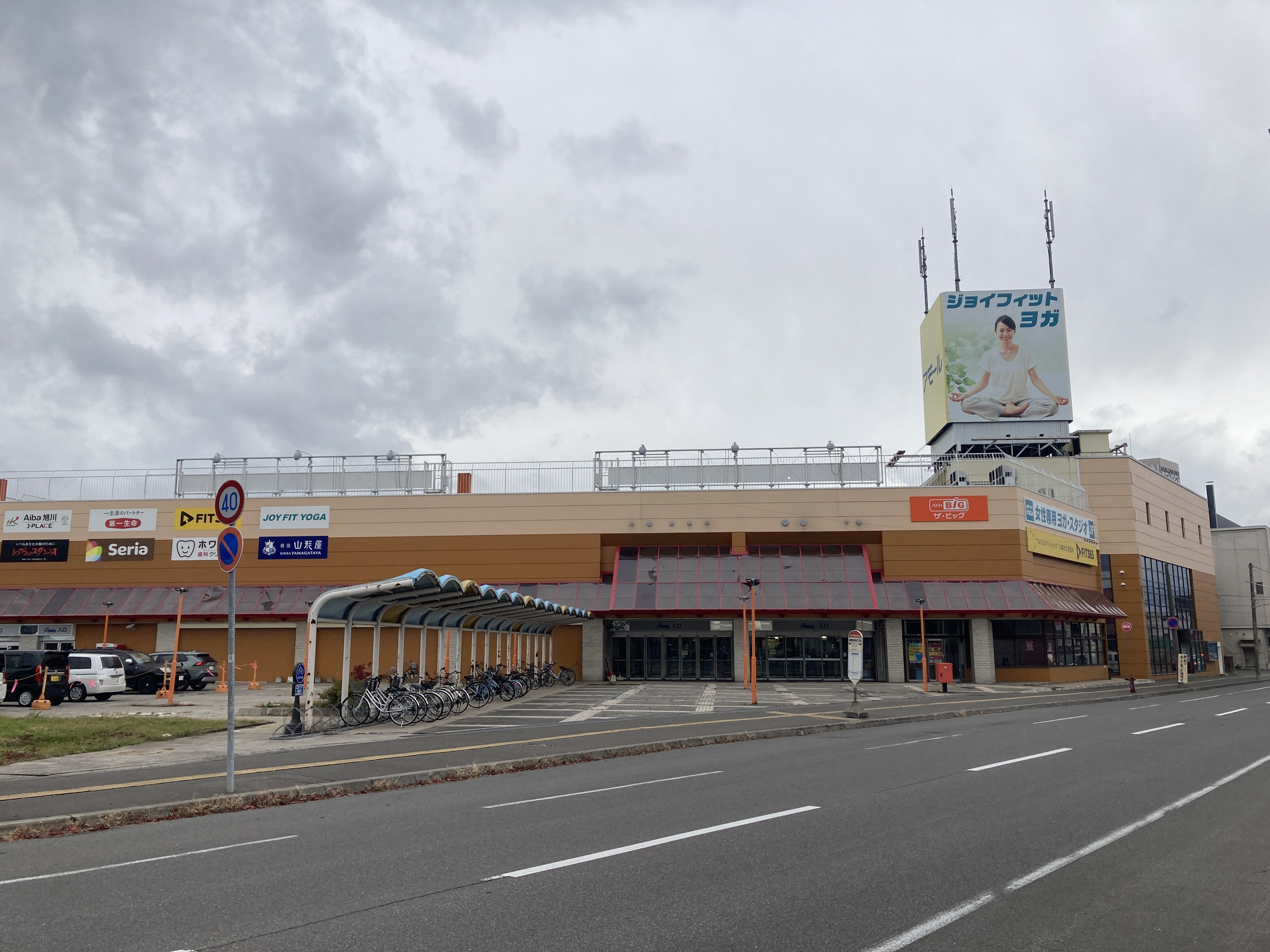
Aiba旭川が入居するアモールショッピングセンター（2022年11月）

Aiba旭川（あいばあさひかわ）は、北海道旭川市にあるホッカイドウ競馬の場外勝馬投票券発売所である。
本項目では中央競馬の勝馬投票券を扱う「J-PLACE旭川（ジェイプレイスあさひかわ）」についても記述する。

## 施設概要
2018年3月28日に旭川レーシングセンターからホッカイドウ競馬の場外発売所が移転する形で、「アモールショッピングセンター」内に開設された。日本中央競馬会（JRA）からは旧施設と同じ「J-PLACE旭川」の名称で呼ばれ、委託によるJRAの場外発売も同様に続けられている。
以前は家具雑貨店が営業していた空きスペースにテナントとして入居した。2018年1月に地域住民へ向けての説明会を開いたところ、交通渋滞などへの懸念は出たが地域活性化に期待する声もあり、おおむね理解を得られたことなどからこの場所への移転を決めたという。
公称の収容人数は710人。床面積は約1990㎡で旧施設よりも500㎡ほど狭くなった。座席数も旧施設の半分程度に減ったが、4人掛けのテーブル席や有料の特別観覧席などが新たに設けられた。駐車場は旧施設の145台から1000台（ショッピングセンター全体での数）へと大幅に増えた。
旧施設とは異なり、喫煙室以外の場所は全て禁煙となっている。特別観覧席（プレミアムラウンジ）への入場料は、地方競馬開催日1,000円・JRA開催日1,800円（共に税込）。

### 設備
- 客席：一般席248席・特別観覧席30席[1]
- 自動発払機：18台（一般席15台・特別観覧席3台）[1]
- 有人払戻窓口：2窓（一般席1窓・特別観覧席1窓）
- オッズ表示・実況モニター
- 特別観覧席受付カウンター
- 売店（競馬専門紙・ドリンク類・スナック類）
- 自動販売機（ドリンク類・カップ麺）
- キッズコーナー
- 喫煙室

## アクセス
- JR旭川四条駅から徒歩20分
- 路線バス（旭川電気軌道）「豊岡3条2丁目」停留所から徒歩1分

## 発売されている勝馬投票券の種類
全レース100円単位。
○…発売 △…他地区場外発売のみ ×…発売なし

### ホッカイドウ競馬
他地区の広域場外発売時は、各主催者が発売している賭式に準じてすべての賭式を発売する。
| 単勝 | 複勝 | 枠番連複 | 枠番連単 | 馬番連複 | 馬番連単 | ワイド | 3連複 | 3連単 |
| ---- | ---- | -------- | -------- | -------- | -------- | ------ | ----- | ----- |
| ○    | ○    | ○        | △        | ○        | ○        | ○      | ○     | ○     |

### 日本中央競馬会
当日開催している競馬場の全競走を発売。GI競走に限り、前日発売も実施。
| 単勝 | 複勝 | 枠番連複 | 枠番連単 | 馬番連複 | 馬番連単 | ワイド | 3連複 | 3連単 |
| ---- | ---- | -------- | -------- | -------- | -------- | ------ | ----- | ----- |
| ○    | ○    | ○        | ×        | ○        | ○        | ○      | ○     | ○     |